# Llegir en cas d'incendi
Llegir en cas d'incendi fue un programa de radio de literatura que se emitía a través de Ràdio Cornellà.  

## Historia
El programa de radio arrancó en 2008 en Radio Alternativa Barcelona, con la dirección, primero, del escritor Xavier Borrell y, más tarde, del periodista Manel Haro. El equipo lo completaba la periodista Patricia Tena. Tras un año, Llegir en cas d'incendi pasó a emitirse en Ràdio Cornellà todos los jueves a las 23h. Acabó en junio de 2011 pero se mantuvo la revista digital, que amplió contenidos a teatro, cine, música y arte. 
La revista digital se mantiene activa gracias a la colaboración de escritores, periodistas y críticos literarios, como Pol Avinyó, Laura A. Baeza, Sebastià Bennasar, Mia Boix, Jennifer Camacho, Júlia Costa, Laura De Andrés, Oriol Girona, Manel Haro, Marta Martínez, Albert Mena, Ignasi Mena, David Meseguer, Maria Nunes, Marta Planes, Sebastià Portell, Joanma Tena y Patricia Tena.
En 2009 crearon los Premios Llegir en cas d'incendi con la intención de reconocer los mejores libros del año en curso. Se trata de una votación popular de los lectores sin que haya listas previas.